# Колесниченко Борис Семенович

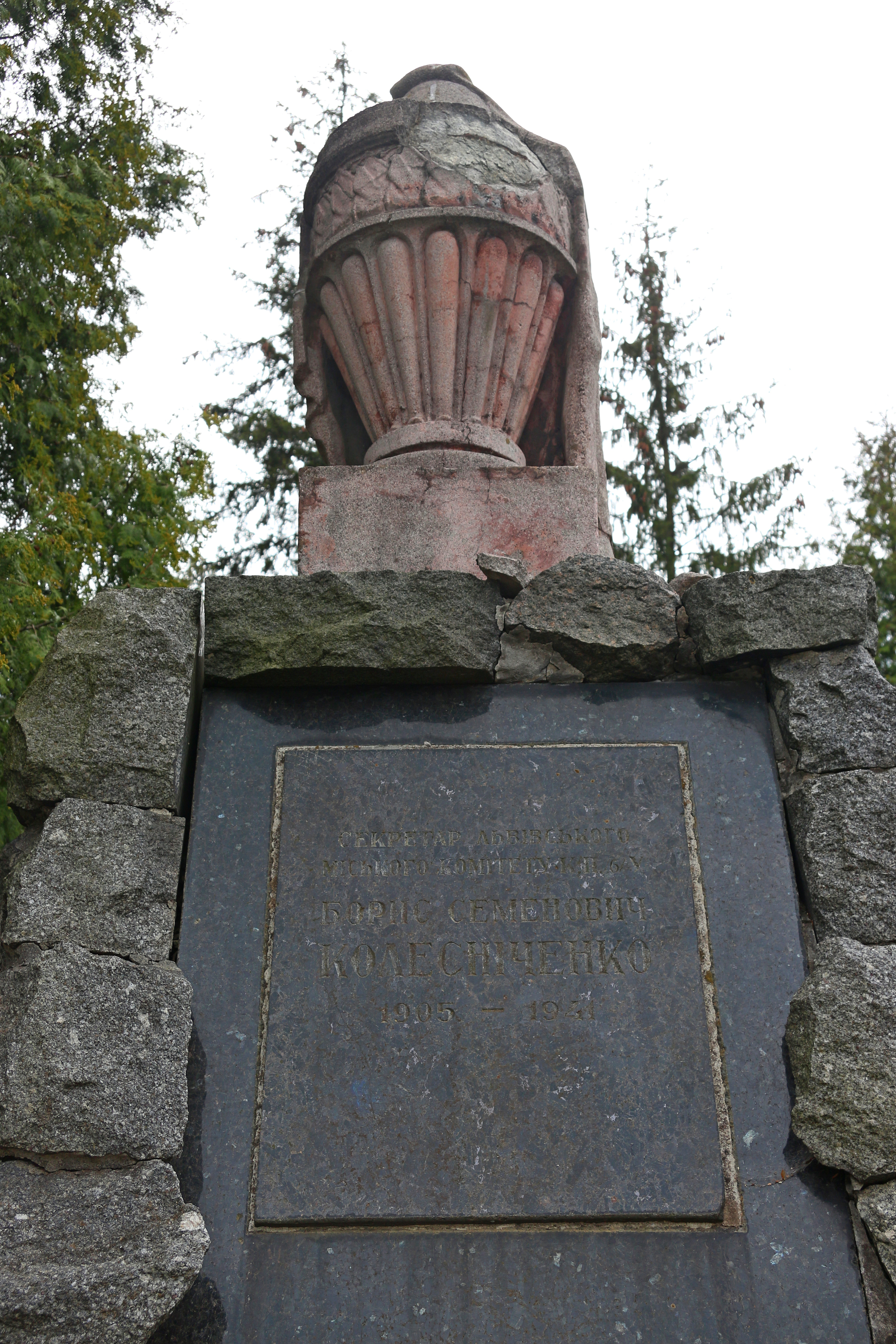

Борис Семенович Колесниченко (Колесніченко) (1905 , Пісочин, Харківський повіт, Харківська губернія, Російська імперія  — 15 січня 1941 , Львів, Львівська область, Українська РСР, СРСР ) — український радянський діяч, 2-й секретар Львівського міського комітету КП(б)У. Депутат Верховної Ради УРСР 1-го скликання (з 1940 року).

## Біографія
Народився 1905 року в родині робітника в селі Пісочин, тепер смт Пісочин, Харківський район, Харківська область. Закінчивши чотирикласну школу, почав працювати у п'ятнадцятирічному віці чорноробом на станції Нова-Баварія, а згодом на Харківському канатному заводі. Закінчив школу фабрично-заводського навчання при Харківському канатному заводі, працював учнем цвяхаря, помічником слюсаря і слюсарем на цьому ж заводі. У 1922 році вступив до комсомолу. Обирався секретарем цехового комітету комсомолу, секретарем комсомольської організації Харківського канатного заводу.
Член ВКП(б) з 1927 року.
З 1927 до 1929 року — в Червоній армії. Після демобілізації працював інструктором Колгоспцентру.
З 1931 року — інструктор партійної організації Харківського відділку Південної залізниці, на партійній роботі в Харківському авторемонтному заводі. Працював секретарем заводського комітету КП(б)У Мереф'янського склозаводу Харківської області.
Закінчив вечірній робітничий факультет, курси секретарів заводських партійних комітетів при ЦК КП(б)У, навчався у Харківському автодорожньому інституті.
До 1939 року — інструктор, завідувач відділу партійних кадрів Харківського міського комітету КП(б)У.
У березні — листопаді 1939 року — 3-й секретар Харківського міського комітету КП(б)У.
У вересні — жовтні 1939 — голова Тимчасового управління міста Ковеля Волинського воєводства. У жовтні — листопаді 1939 — член Організаційного бюро ЦК КП(б)У по Львівській області.
У листопаді 1939 — 15 січня 1941 року — 2-й секретар Львівського міського комітету КП(б)У. Член Бюро Львівського обласного комітету КП(б)У.
Помер 15 січня 1941 року у Львові, похований на полі № 3а Личаківського цвинтаря.